# Blast from Your Past
Blast from Your Past — сборник британского музыканта, барабанщика группы The Beatles Ринго Старра, выпущенный на лейбле Apple Records в 1975 году.

## Об альбоме
Это и первый сборник Ринго, и его последний релиз на Apple Records и EMI. В 1976 году Ринго подпишет договор с Atlantic Records в США и с Polydor Records в остальных странах мира.
Альбом составлен из восьми синглов, одного би-сайда и одного альбомного трека, выпущенных в период между 1970 и 1975 гг.

## Список композиций
1. «You’re Sixteen (You’re Beautiful And You’re Mine)» (Боб Шерман, Ричард Шерман) — 2:47
2. «No No Song» (Хойт Экстон[англ.], Дэвид Джексон) — 2:29
3. «It Don’t Come Easy» (Джордж Харрисон, Ричард Старки) — 3:02
4. «Photograph» (Джордж Харрисон, Ричард Старки) — 3:55
5. «Back Off Boogaloo» (Ричард Старки) — 3:18
6. «Only You (And You Alone)» (Бак Рэм[англ.], Энди Рэнд) — 3:23
7. «Beaucoups of Blues» (Баз Рабин) — 2:32
8. «Oh My My» (Винни Понсия, Ричард Старки) — 4:17
9. «Early 1970» (Ричард Старки) — 2:19
10. «I’m the Greatest» (Джон Леннон) — 3:22